# Fernand Bourgaux
Fernand Bourgaux, född 25 december 1919, var en friidrottare från Belgien. Han deltog vid olympiska sommarspelen 1948.